# Benoitesmus moritzi
Benoitesmus moritzi är en mångfotingart som beskrevs av Demange och Jean-Paul Mauriès 1975. Benoitesmus moritzi ingår i släktet Benoitesmus och familjen Chelodesmidae. Inga underarter finns listade i Catalogue of Life.